# Cameron Gharaee
Cameron Gharaee es un actor estadounidense conocido por su papel como Ahmed Al-Fayeed en la serie de FX Tyrant. En 2013, interpretó el papel de Stillman Frank en el multi-episodio de la serie de la HBO The Newsroom.

## Primeros años
Gharaee fue criado en Brandon (Misisipi), un suburbio de Jackson, de padres iraníes y de ascendencia nativo-americana. Recibió una beca completa para asistir al Mississippi College, pero lo abandonó a los 19 años para perseguir su carrera como actor.

## Filmografía

### Televisión
| 2013    | The Newsroom | Stillman Frank  | Papel recurrente; 3 episodios |
| 2014-15 | Tyrant       | Ahmed Al-Fayeed | Papel recurrente              |
| 2016    | Timeless     | Al Capone       | 1 episodio                    |